# Церква Різдва Пресвятої Богородиці (Торговиця)
Церква Різдва Пресвятої Богородиці в Торговиці — дерев'яний храм у селі Торговиці Городенківської громади Коломийського району Івано-Франківської области України. Пам'ятка архітектури місцевого значення.

## Історія
Дерев'яний храм Різдва Пресвятої Богородиці жителі села Торговиці звели за проєктом Євгена Нагірного в 1924 році, а освятили її в 1929 році. Попередня церква Святого Миколая з дерева була збудована 1894 року, а згоріла 1917 року. Ще раніша святиня під таким же самим титулом зведена 1816 року.
Нове церковне проборство з'явилося 1896 року, замінивши стару будівлю 1848 року побудови. Метрика про народження і смерть велися від 1773 року.

## Парохи
- о. Антін Церкович (1846—1887),
- о. Антін Лигинович (1887—1891, адміністратор; 1891—1892),
- о. Григорій Боднарук (1892—1893, адміністратор),
- о. Алоизій Олесницький (1893—1906),
- о. Северин Ступницький (1906),
- о. Михайло Сов'яковський (1906—1922),
- о. Микола Корбутяк (1923—1933),
- о. Микола Лютий (1935—1938, адміністратор),
- о. Микола Гринюк (1994),
- о. Віктор Щица (2006),
- о. Тарас Мойсюк — нині.